# موهلنبرگه
موهلنبرگه (به آلمانی: Mühlenberge) یک شهر در آلمان است که در هافه‌لانت واقع شده‌است. موهلنبرگه ۷۹۰ نفر جمعیت دارد.